# Eugenio Binini
Eugenio Binini (ur. 21 grudnia 1934 w Traversetolo) – włoski duchowny rzymskokatolicki, w latach 1991-2010 biskup Massa Carrara-Pontremoli.

## Życiorys
Święcenia kapłańskie przyjął 15 czerwca 1957. 3 grudnia 1983 został mianowany biskupem Sovana-Pitigliano-Orbetello. Sakrę biskupią otrzymał 6 stycznia 1984. 20 lipca 1991 objął rządy w diecezji Massa Carrara-Pontremoli. 19 maja 2010 przeszedł na emeryturę.